# 당신을 위한 BGM
당신을 위한 BGM은 대한민국의 라디오 채널 cpbc FM에서 월~토요일 밤 9시 2분부터 밤 11시까지 방송중인 배경음악 프로그램이다.

## 역사
2016년 4월 18일에 첫방송을 시작했으며, 원래는 논스톱 BGM 프로그램이었으나, 2018년 12월 3일부터 지승신 아나운서의 진행으로 방송되다가, 2019년 12월 1일 방송을 마지막으로 폐지되었는데 가을 개편 이후 4년 만인 2023년 10월 30일에 부활되었으며 조한구 PD의 진행으로 방송되고 있다.

## 지역방송국 자체 프로그램
| 방송국                  | 프로그램 타이틀               | 진행자            | 주파수                                                   |
| ----------------------- | ----------------------------- | ----------------- | -------------------------------------------------------- |
| cpbc 부산가톨릭평화방송 | 세실리아의 달콤한 클래식 (일) | 김유진 피아니스트 | FM 101.1㎒ (부산), FM 101.5㎒ (서부산), FM 93.7㎒ (울산) |